# Доменико ди Кампофрегозо
Доменико ди Кампофрегозо (итал. Domenico Fregoso; 1325, Генуя — 1390, Генуя) — дож Генуэзской республики.

## Биография

Герб рода Фрегозо

Доменико был сын Роландо ди Кампофрегозо и Манфредины Фрегозо. Он родился около 1325 года, будучи младшим сыном из шестерых детей. Как многие из генуэзского патрициата, он начал свою профессиональную жизнь как купец и финансист. К 1355 году он был избран в Первый Совет республики на должность старшего советника. Пребывая в этой должности, вёл борьбу против ряда знатных лигурийских семей, в особенности против рода Фиески. Вскоре он стал правителем замков Гави (ит.), Вольтаджо и Портовенере (ит.).
Доменико стал народным викарием и с этой выгодной позиции попытался изгнать дожа Габриэле Адорно, используя стихийную поддержку генуэзской толпы. Жители города были призваны в церковь Санта-Мария-делле-Винье, где два викария сеяли смуту в толпе против недавнего решения о повышении налогов, принятого дожем. В результате народное собрание сместило дожа Адорно, и Доменико ди Кампофрегозо был провозглашен новым главой государства.

## Правление
Основным вопросом во время догата Доменико была борьба Генуи за единоличный контроль над Кипрским королевством. Генуэзский флот завоевал остров в 1373 году под командованием брата дожа, Пьетро Фрегозо и даже осуществил успешный штурм столицы, Фамагусты.
В то время как Средиземное море было переполнено конфликтами между торговыми соперниками, Генуя также должна была считаться с волнениями в сельских районах Лигурии и с североафриканскими пиратами.
В 1378 году, в то время как дож был занят борьбой с купеческой компанией, известной под названием Звезда, народная партия прекратила его поддерживать и призвала Антониотто Адорно. 17 июня Доменико был смещен и изгнан из города.

## Последние годы жизни
Доменико был изгнан, как и ряд его предков. В 1379 году он предпринял тщетную попытку сместить византийского императора Иоанна V Палеолога, поставив на его место своего сына, Джакомо Фрегозо. В 1390 году Джакомо был избран дожем Генуи, что позволило его отцу вернуться в город. Доменико умер в том же году и был погребен в церкви святой Марты.